# Șef de guvern
A nu se confunda cu Șef de stat.

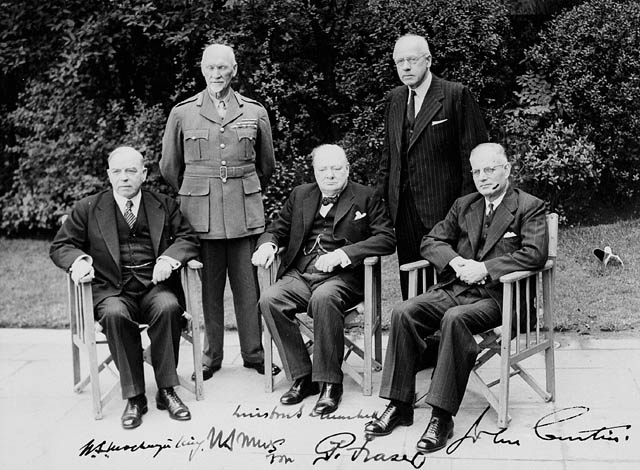
Șefii a cinci guverne a cinci țări parte a organizației Commonwealth of Nations fotografiați în 1944 la Conferința Primilor Miniștri ai statelor Commonwealth-ului.

Un șef de guvern este un termen generic folosit fie pentru cel mai înalt, fie pentru cel de-al doilea cel mai înalt funcționar din cadrul executiv al unui stat suveran, al unui stat federal sau al unei colonii  care se auto-guverneză, care de multe ori prezidează un cabinet, un grup de miniștri sau secretari care conduc departamentele executive. Termenul "șef de guvern" este deseori diferențiat de termenul "șef de stat" (așa cum se prevede la articolul 7 al Convenției de la Viena privind legea tratatelor, articolul 1 al Convenției privind prevenirea și pedepsirea infracțiunilor împotriva persoanelor protejate pe plan internațional, inclusiv agenții diplomatici și lista de protocol a Organizației Națiunilor Unite), deoarece acestea pot fi poziții separate, indivizi sau roluri în funcție de țară. 
Autoritatea unui șef de guvern, cum ar fi un președinte, cancelar sau premier și relația dintre această poziție și alte instituții de stat, cum ar fi relația dintre șeful statului și legislativ, variază foarte mult în rândul statelor suverane, depinzând în mare măsură pe sistemul particular al guvernului care a fost ales, câștigat sau evoluat de-a lungul timpului.
În sistemele parlamentare, inclusiv în monarhiile constituționale, șeful guvernului este liderul politic de facto al guvernului și raportează unei singure camere sau întregului legislativ. Deși există deseori o relație oficială de raportare unui șef de stat, acesta din urmă acționează, de obicei, ca o en:figură care poate să-și asume rolul de director executiv în cazuri limitate, fie atunci când primește sfatul constituțional din partea șefului de guvern, fie în temeiul unor dispoziții specifice într-o constituție. 
În republicile prezidențiale sau în monarhiile absolute, șeful statului este, de obicei, șeful guvernului. Cu toate acestea, relația dintre acest lider și guvern poate varia foarte mult, de la separația puterilor la autocrație, în conformitate cu constituția (sau cu alte legi fundamentale) ale statului particular. 
În sistemele semiprezidențiale, șeful guvernului poate răspunde atât șefului statului, cât și legislativului, cu specificul oferit de constituția fiecărei țări. Un exemplu modern este actualul guvern francez, care a luat naștere ca a Cincea Republică Franceză în 1958. În Franța, președintele, șeful statului, numește premierul, care este șeful guvernului. Cu toate acestea, președintele trebuie să aleagă pe cineva care să poată acționa în mod eficient în calitate de executiv, dar care se bucură, de asemenea, de sprijinul legislativului francez, Adunarea Națională, pentru a putea adopta legislația. În unele cazuri, șeful statului poate reprezenta un partid politic, dar majoritatea din Adunarea Națională este din alt partid. Având în vedere că partidul majoritar are un control mai mare asupra finanțării de stat și a legislației primare, președintele este, de fapt, forțat să aleagă un prim-ministru de la partidul de opoziție pentru a asigura un legislativ eficient și funcțional. În acest caz, cunoscut sub numele de coabitare, premierul, împreună cu cabinetul, controlează politica internă, cu influența președintelui în mare măsură limitată la afacerile externe.
În sistemele directoriale, responsabilitățile executive ale șefului guvernului sunt repartizate în rândul unui grup de oameni. Un exemplu proeminent îl reprezintă Consiliul Federal Elvețian, în care fiecare membru al consiliului conduce un departament și votează de asemenea asupra propunerilor referitoare la toate departamentele.

## Titlurile șefilor de guvern
Un titlu comun pentru mulți șefi de guvern este premierul.

#### Termeni alternativi în engleză
- Cancelar (în primul rând în țările vorbitoare de limbă germană)
- Șeful Consiliului Executiv
- Șeful Ministerului (adesea subnațional)
- Director Executiv (adesea subnațional)
- Primul ministru (adesea subnațional)
- Ministru-Președinte
- Premier (din franceză premier ministre)
- Președintele Consiliului de Miniștri
- Președintele Consiliului de Stat
- Președinte al Consiliului Executiv
- Președintele Guvernului
- Prim-ministru
- Consilier de stat (folosit exclusiv în Myanmar)
- Președinte de stat (folosit exclusiv în Africa de Sud)

#### Titluri echivalente în alte limbi
- Limba albaneză: Kryeministër
- Limba bengaleză: Pentru primul ministru din Bangladesh Pradan Mantri (oficial); Sarkar Pradhan (lit: șeful guvernului, informal); Sangsad Neta (lit: liderul parlamentului, numai în parlament)
- Limba bască
  - Liderul Țării Bascilor (Spania): Eusko Jaurlaritzako lehendakaria (literal, "Președintele Guvernului Basc")
  - Conducătorul Navarrei (Spania): Nafarroako Gobernuko lehendakaria (literal, "Președintele Guvernului Navarra")
  - Președinte, generic: Lehendakari
- Limba bulgară: Министър-председател (transliterat: Ministar-predsedatel, literal "Ministru președinte")
- Limba catalană
  - Pentru Andorra: Cap de Govern del Principat d'Andorra (literal: "Șeful Guvernului Principatului Andorra")
  - Pentru Insulele Baleare (Spania): President/-a del Govern Balear
  - Pentru Catalonia (Spania): President/-a de la Generalitat de Catalunya (literal: "Președinte al Generalitatului Cataloniei")
  - Pentru Valencia (Spania): President/-a de la Generalitat Valenciana (literal: "Președinte al Generalitatului Valencian")
  - Termenii "șef de guvern" și "prim-ministru", generic: cap de guvern și primer ministre sau primera ministra respectiv
- Limba chineză:
  - Pentru Premierul Republicii Populare Chineze: Zongli
- Limba cehă: Předseda vlády (în mod literal: "președinte al guvernului")
- Limba daneză: Statsminister (literal: "Ministrul statului")
- Limba neerlandeză:
  - Pentru șeful guvernului Țărilor de Jos: Minister-President, Eerste Minister (literal, "Primul Ministru") sau Premier
  - Pentru șeful guvernului din Belgia și, în general, termenul de "prim-ministru": Ministrul Eerste sau premierul
- Limba estonă:  Peaminister
- Limba finlandeză: Pääministeri
- Limba filipineză:
  - Pentru Șeful statului și guvernului (Președintele) din Filipine: Pangulo ng Pilipinas
- Limba franceză: 
  - Pentru Franța, Belgia și Canada: Prim-ministru al Franței; Prim-ministru al Belgiei; Prim-ministru al Canadei: Premier Ministre sau Première Ministre, de asemenea, generic, termenul "prim-ministru".
  - Pentru Elveția: Conseil Fédéral (literal, "Consiliul Federal", considerat șef al guvernului ca grup)
- Limba galiciană (Spania): Presidente / -a da Xunta de Galicia (literal, "Președintele Consiliului Galicia")
- Limba germană:
  - Pentru Germania și Austria: Cancelar al Germaniei; Cancelar al Austriei: Bundeskanzler (masc.) / Bundeskanzlerin (fem.)
  - Pentru Elveția: Schweizerischer Bundesrat (literal, "Consiliul Federal Elvețian", considerat șef al guvernului ca grup)
  - Termenul "Șef al guvernului", generic: Regierungschef/-in
  - Termenul "Prim-ministru", în mod generic: Ministerpräsident/-in; sau Premierminister/-in
  - Istoric: Ministrul Leitender ("Ministrul Superior")
- Limba greacă: Πρωθυπουργός (transliterare: Prothipourgos)
- Limba ebraică: ראש הממשלה (transliterare: Rosh HaMemshala)
- Limba hindi:
  - Termenul "Șef al guvernului", generic: शासनप्रमुख (translit Śāsanapramukha), literal: "Șeful guvernului"
  - Termenul "Prim-ministru", generic: प्रधानमन्त्री (transliterat Pradhānamantrī), literal: "Șef de miniștri/ Prim Ministru"
  - Celălalt termen Hindustani folosit generic pentru "Primul ministru" (acum folosit în mod oficial doar în Pakistan cu Urdu ca limbă oficială): वज़ीर-ए-आज़म / وزیر اعظم (transliterat Wazīr-ē-Āzam), literal "Marele Vizier / Primul Ministru"
  - Pentru "Primul Ministru al Indiei": भारतीय प्रधानमन्त्री / भारत के प्रधानमन्त्री (transliterat Bhāratiya Pradhānamantrī/Bhārat Kē Pradhānamantrī), traducere: "Prim-ministru indian / Prim-ministru al Indiei" (termenul este folosit de guvernul Uniunii și de guvernele statului India, sub umbrela "limbii hindi")
  - Pentru "prim-ministru al Pakistanului": وزیر اعظم پاکستان‬/پاکستان کے وزیر اعظم‬ (transliterat Wazīr-ē-Āzam Pākistān/Pākistān Kē Wazīr-ē-Āzam). Acesta este termenul folosit în India și Pakistan sub umbrela lui Urdu, termenul hindi fiind, पाकिस्तानी प्रधानमन्त्री / पाकिस्तान के प्रधानमन्त्री (transliterat Pākistānī Pradhānamantrī / Pākistān Kē Pradhānamantrī)
  - Din punct de vedere istoric, diferiți termeni cum ar fi Pradhānamantrī, Pradhān, Pantapradhān, Sadr-ē-Riyāsat, Sadr, Wazīr-ē-Āzam, Wazīr-ē-Ālā, Mahāmantrī, Wazīr-ē-Khazānā, Pēśwā, Dīwān, Dīwān Sāhib, Dīwān Bahādur, Dīwān Pramukh, Sadr-ul-Maham, Pantapramukh, Ālāmantrī, etc. au fost folosiți de diferite imperii, regate și state domnești din India ca titlu pentru prim-ministru, unele dintre aceste titluri au fost de asemenea folosite de suveranul diferitelor regate.
- Limba maghiară: Miniszterelnök
- Limba irlandeză: Liderul Irlandei: Taoiseach
- Limba italiană: 
  - Pentru șeful guvernului italian: Presidente del Consiglio dei Ministri della Repubblica Italiana (literal, "Președintele Consiliului de Miniștri al Republicii Italiene")
  - Când se face referire la alți prim-ministri: Primo ministro sau Prima ministra (formele masculine și feminine, literal "prim ministru")
  - Pentru Elveția: Consiglio Federale (literal, "Consiliul Federal", considerat șeful guvernului ca grup)
- Limba japoneză
  - Pentru Șeful guvernului din Japonia (Prim-ministru): Shusho
- Limba coreeană:
  - Pentru primul ministru al Coreei de Sud: Chongli
- Limba letonă:
  - Pentru șeful guvernului Letoniei: Ministru prezidents (literal, "Ministru președinte")
  - Atunci când se referă la alți prim-miniștri: Premjerministrs
- Limba lituaniană: Ministras pirmininkas
- Limba malaieză: În Malaezia, șeful guvernului statelor constitutive este exprimat în limba malaieză (fie Ketua Menteri, "ministru-șef" în statele din Malaezia fără o monarhie (Malacca, Penang, Sabah și Sarawak) sau Menteri Besar "mare ministru" în sultanate și alte state monarhice).
- Limba malteză: În Malta, șeful guvernului este "Prim Ministru".
- Limba norvegiană: Statsminister
- Limba poloneză:
  - Pentru șeful guvernului Poloniei: Prezes Rady Ministrów (literal, "Președintele Consiliului de Miniștri")
  - Pentru termenul de "prim-ministru" în general: Premier (și, informal, șefului guvernului polonez)
- Limba portugheză:
  - Pentru Brazilia: Presidente / -a da República Federativa do Brasil (literal, "Președintele Republicii Federale a Braziliei")
  - Pentru Portugalia și ca termen "prim ministru" în general: Primeiro-ministro sau Primeira-ministra (formele masculine și feminine, literal "prim ministru" sau "primul ministru")
- Limba română:
  - Pentru Republica Moldova: Prim-ministru sau premier
  - Pentru România: Prim-ministru
- Limba rusă: Premier-ministr
- Limba singaleză:  ශ්රී ලංකා අග්රාමාත්ය (literal: "Premierul din Sri Lanka")
- Limba slovacă: Predseda vlády (literal: "Președintele Guvernului")
- Limba slovenă: Predsednik Vlade (literal: "Președintele Guvernului")
- Limba spaniolă: 
  - Pentru șeful guvernului Spaniei: Presidente / -a del gobierno de España (literal: "Președinte al guvernului")
  - Când se face referire la alți prim-miniștri: Primer ministro sau Primera Ministra (forme masculine și feminine, literal "prim ministru")
  - Termenul "șef al guvernului", generic: jefe del gobierno
- Limba swahili: Sultan
- Limba suedeză: Statsminister ("prim-ministru", literal: "ministru de stat")
- Limba thailandeză:
  - Pentru șeful guvernului (prim-ministru) al Thailandei: Naykrathmntri
- Limba turcă: Bașbakan

## Șefii de guvern parlamentari
În sistemele parlamentare funcțiile guvernamentale sunt următoarele:
- Șeful guvernului - de obicei liderul partidului sau coaliției majoritare - formează guvernul, care este răspunzător în fața parlamentului;
- Deplina responsabilitate a guvernului față de parlament este realizată prin:
  - Capacitatea parlamentului de a promova un vot de neîncredere.
  - Abilitatea de a vota propunerile legislative ale guvernului.
  - Controlul sau capacitatea de a vota măsurile fiscale și bugetul (sau oferta); un guvern este neputincios fără control asupra finanțelor statului. Într-un sistem bicameral, adesea este așa-numita "Camera inferioară", de ex. Camera Comunelor a Parlamentului Regatului Unit care exercită elementele majore de control și de supraveghere; în altele, de ex. Australia și Italia, guvernul este constituțional sau prin convenție răspunzător ambelor camere / Camere ale Parlamentului.

Toate aceste cerințe au un impact direct asupra rolului șefului de guvern. În consecință, aceștia joacă adesea un rol "de zi cu zi" în parlament, răspunzând la întrebări și apărarea guvernului la "nivelul camerei", în timp ce în sistemele semiprezidențiale nu li se poate cere să joace un rol important în funcționarea parlamentului.